# 褐叶华丽杜鹃
褐叶华丽杜鹃（学名：Rhododendron eudoxum var. brunneifolium）为杜鹃花科杜鹃花属下的一个变种。

## 扩展阅读
- 維基物種上的相關：褐叶华丽杜鹃